# إدغار أوليفر
إدغار أوليفر (بالإنجليزية: Edgar Oliver)‏ هو كاتب مسرحي أمريكي، ولد في 31 أكتوبر 1956 في سافانا في الولايات المتحدة.

## وصلات خارجية
- إدغار أوليفر على موقع IMDb (الإنجليزية)
- إدغار أوليفر على موقع ميوزك برينز (الإنجليزية)